# Sindicatos Libres
La Corporación General de Trabajadores o Unión de Sindicatos Libres fue una organización sindical obrera creada por militantes carlistas en 1919, en el Ateneo Obrero Legitimista de Barcelona. 

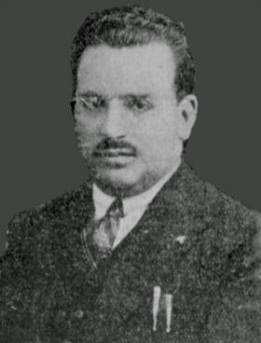
Ramón Sales Amenós (1893-1936), fundador de los Sindicatos Libres.

Sus detractores acusan a los miembros de los Sindicatos Libres de haber practicado el terrorismo de Estado auspiciados por el gobierno de Eduardo Dato, la gran burguesía catalana, el gobernador civil de Barcelona, general Severiano Martínez Anido y la posterior dictadura de Miguel Primo de Rivera. El propio sindicato afirmaría que surgieron como oposición a la «tiranía» y «antipatriotismo» de la CNT y que sus actividades de pistolerismo fueron "la respuesta a la pasividad del Estado tras ser asesinados varios de sus miembros por parte de anarquistas". Causaron atentados y asesinatos de miembros prominentes de la CNT, como Salvador Seguí y el abogado Francesc Layret.

## Historia

### Orígenes
Fundados el 10 de octubre de 1919 en el Ateneo Obrero Legitimista de la ciudad de Barcelona, donde se hallaba la redacción del semanario jaimista La Trinchera, una publicación juvenil, obrerista y combativa.
Entre sus fundadores se encontraban jóvenes trabajadores y dependientes del comercio que formaban parte de los círculos jaimistas de la ciudad condal. Lo constituyeron los catalanes Ramón Sales Amenós, Juan Laguía Lliteras, Ceferino Tarragó e Ignacio Jubert. El partido jaimista le daría inicialmente su apoyo, pero posteriormente ocultaron sus orígenes para proclamar su naturaleza apolítica. Realizaron huelgas, negociaciones, boicots e intimidaciones.

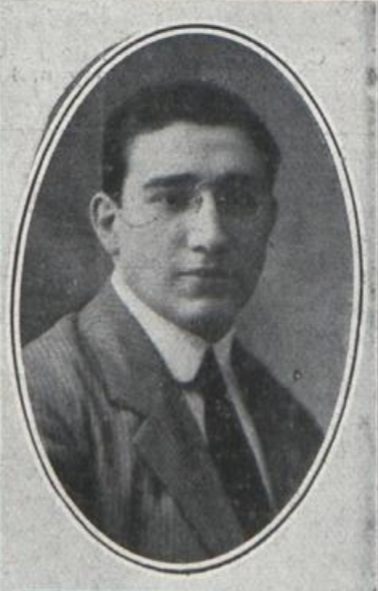
Juan Laguía Lliteras (1890-1937), director de Unión Obrera, órgano del Sindicato.

Según Feliciano Baratech, uno de sus fundadores, los Sindicatos Libres nacieron como oposición a la CNT, que "mediante la coacción y el terror habría obligado a todos los obreros a ingresar en su organización". Cuando la CNT acordó en uno de sus congresos adherirse a la "Confederación Mundial Comunista", los afiliados pertenecientes a unos 20 de círculos obreros tradicionalistas radicados en Barcelona se encontraron incómodos y decidieron recabar su libertad sindical. Celebraron a tal efecto una reunión en el Ateneo Legitimista de la calle Laboria, detrás de la catedral de Barcelona, y fundaron el "Sindicato Libre Regional", con secretaría en todos los círculos tradicionalistas. Igualmente se nombró presidente a Ramón Sales Amenós, dependiente de comercio, que trabajaba en aquel momento en un despacho de tejidos de la calle de Urgel.
El historiador Colin M. Winston distingue tres etapas en la evolución del sindicato entre 1919 y 1923. En la primera y hasta principios de 1921, su expansión habría sido modesta, en torno a 10.000 afiliados provenientes del entorno tradicionalista. Hasta octubre de 1922 se produjo un avance considerable, favorecido por la estrecha colaboración del general Severiano Martínez Anido, gobernador civil de Barcelona, como por el paso de la CNT a la clandestinidad. Alcanzaron entonces la cifra de 150.000 miembros. Finalmente, desde la sustitución de Severiano Martínez Anido y el golpe de Estado de 1923 se dio un retroceso en la influencia de los Sindicatos Libres.

### Ideología
José del Castillo y Santiago Álvarez afirman que el Sindicato Libre fue la primera fuerza obrera organizada en el mundo con carácter marcadamente anticomunista. Sus fundadores aspiraban a constituir un órgano de lucha obrera al margen de la anarquista CNT. Francisco Aizcorbe redactó los estatutos de la organización, cuya ideología se inspiró en la doctrina gremial tradicionalista. El lema de la asociación fue «Justicia y Libertad». Situados en la extrema derecha, originados en un sustrato carlista urbano
 y descritos por Albert Balcells como una organización «anticenetista», los Sindicatos Libres incorporaron el obrerismo en su discurso —habrían declarado su objetivo «la unidad de los trabajadores contra el sistema capitalista, en total autonomía» hasta el punto de incluir la hoz y el martillo en su emblema. Antiliberales y con una pretendida ideología transversal, se alejaron de posturas confesionales para ampliar su base militante. Su ideario defendía los valores tradicionales de «familia, nación y religión». Según Baratech, en 1923 el Sindicato aceptó la ideología del grupo de la Democracia Cristiana que existía en Madrid, presidido por Severino Aznar. Álvarez Chillida les define como una organización prefascista y según Winston podrían haber constituido una primigenia variedad de «fascismo hispano». A comienzos de la década de 1930 estarían ya muy alejados de la ideología tradicionalista.

### Lucha Sindical

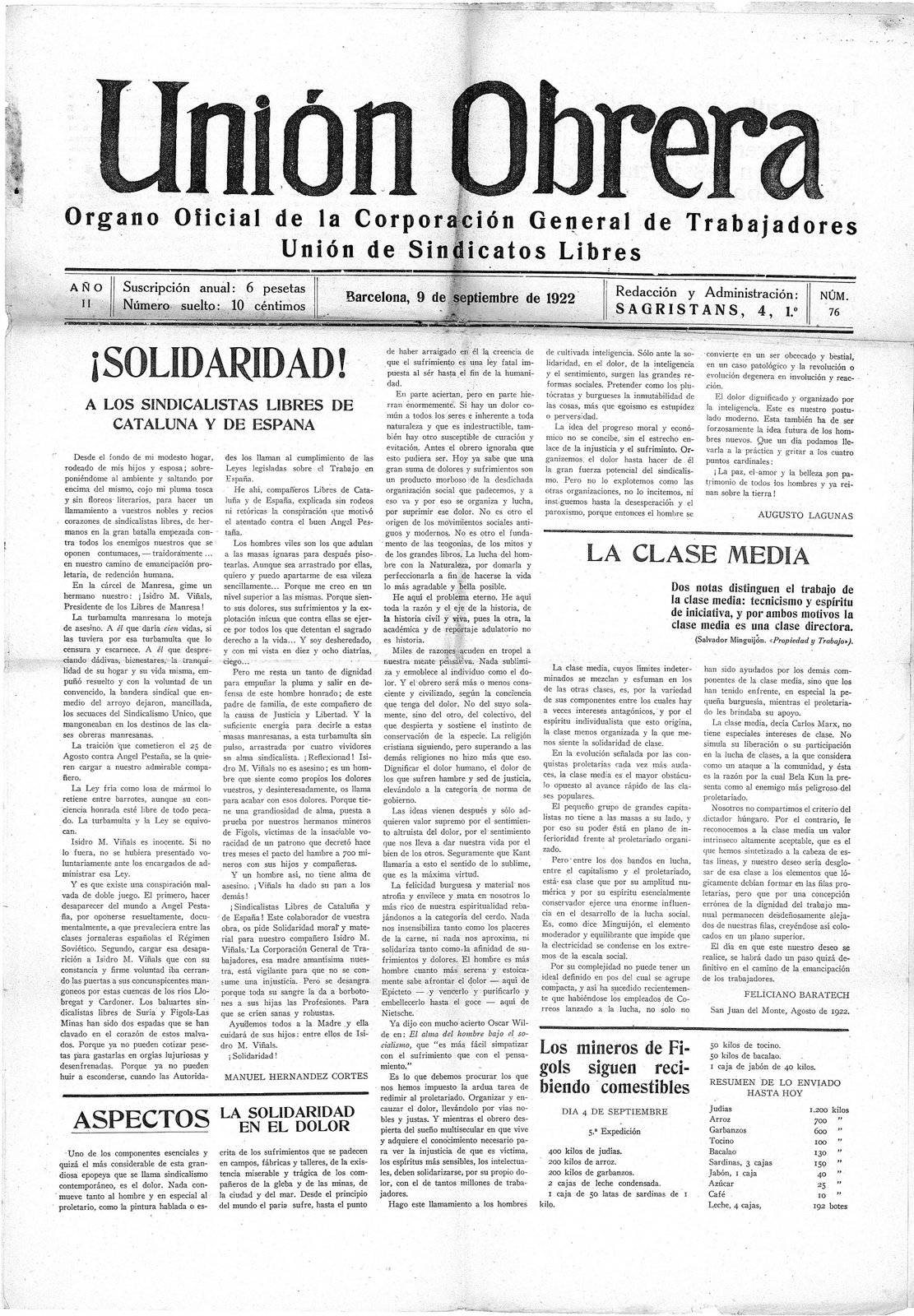
Portada de Unión Obrera, órgano oficial de la Unión de Sindicatos Libres (1922)

El Sindicato Libre significó una reacción contra el Sindicato Único (CNT) surgida entre elementos carlistas de Barcelona. El carlismo contaba con una veintena de círculos en Barcelona, con un 80 % de afiliados obreros. Por sus ideas y su tradición guerrera, los tradicionalistas estaban resueltos a jugárselo todo por «la Causa».
Se suele recurrir a la iniciativa gubernamental para explicar el nacimiento del Sindicato Libre. Sin embargo, la significación y fuerza del carlismo catalán y el hecho de que el gobernador civil de Barcelona, González Rotwos, se negase a autorizar el funcionamiento del Sindicato Libre, no sugieren esta hipótesis. Aunque en la Barcelona de 1917 a 1919 el pistolerismo anarquista estaba a la orden del día, el gobierno liberal del Conde de Romanones trataba de negociar con los anarco-sindicalistas el cese del terrorismo y las grandes huelgas.
La situación del Sindicato Libre respecto a la UGT, a los sindicatos católicos, a la Patronal y al Gobierno es posterior. En sus inicios, bajo la autoridad provincial del conde de Salvatierra, actuó como una fuerza de choque, dispuesta a batirse con el Sindicato Único, a emplear métodos violentos contra la violencia anarquista.
Feliciano Baratech relataría de este modo los comienzos de los libres:

«Despechados, los Sindicatos Únicos trataron de eliminar mediante atentados a los Libres. Al resistir éstos tan intolerable coacción, se les adhirieron las sociedades de camareros, cocineros y otras, así como fuertes núcleos de diversas profesiones y oficios, con los cuales se fue desbordando el primitivo Sindicato Libre en otros tantos Sindicatos profesionales. Uno que alcanzó mucha resonancia fue el de Banca y Bolsa, el cual declaró la huelga de personal bancario en Barcelona, en apoyo de un acuerdo adoptado por el Comité Paritario del ramo estableciendo nuevos salarios. Entonces, este Sindicato Libre de Banca y Bolsa se extendió por toda España y, a la salida de un mitin celebrado en Valencia por esta organización, su presidente, Baltasar Domínguez, y el secretario, Francisco Cervera, fueron muertos a tiros por el Sindicato Único.»

El Sindicato Libre pronto cobró personalidad propia al enfrentarse al rival cenetista y hacer frente también en ocasiones a la patronal cuando esta quiso subordinarlo a sus intereses. De 1919 a 1921, el naciente sindicato fue promocionado por los empresarios en su labor de dividir al proletariado barcelonés. Sin embargo, los "Libres" manifestaron que su política iba en defensa estricta de los derechos profesionales del obrero, y que no se iban a plegar a los intereses de los empresarios, como había pasado con algunos sindicatos profesionales y católicos, que habían nacido por el patrocinio de algunos notables conservadores y se sentían obligados a defender el orden constituido.[cita requerida]

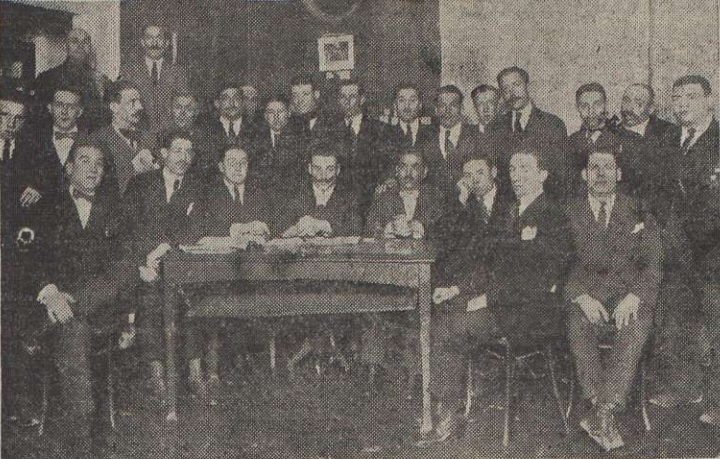
Presidentes de los Sindicatos Libres de Barcelona (1922)

Este punto de vista diverso impidió unas relaciones amistosas con los sindicatos confesionales que estaban controlados por magnates conservadores. No obstante, los católicos-libres fundados por los dominicos habían mantenido una postura más combativa en los intereses obreros, y mantenían un buen diálogo con los carlistas. Estos sindicatos tenían casi su única fuerza en la región vasco-navarra, por lo que la simbiosis carlista y sindicalista se daba en muchas zonas como Azpeitia. Esta amistad se prolongaría de tal modo, que en 1924, en el congreso de Pamplona, la Federación de Sindicatos Libres del Norte, de los dominicos José Gafo y Pedro Gerard, decidió fusionarse con la Corporación General de Trabajadores-Unión de Sindicatos Libres de Cataluña y crear la Confederación Nacional de Sindicatos Libres de España, cuya fuerza estaba en Cataluña y en el País Vasco y Navarra, curiosamente parte de la misma geografía política del tradicionalismo.
Durante el Directorio Militar de Primo de Rivera, el socialismo, alimentado en los organismos oficiales de la Dictadura, impidió que los Sindicatos Libres pudieran organizarse nacionalmente para crear una auténtica fuerza profesional única en toda España. A pesar de ello, se extendió a nuevas regiones, creando federaciones y sindicatos en Madrid, Granada, Valencia y Aragón. En 1925 celebró un Congreso Nacional en Barcelona y en 1927 otro en Madrid.
Tras la destitución del general Primo de Rivera en enero de 1930, los Sindicatos Libres fueron acosados por fuerzas revolucionarias mediante mítines y campañas de difamación en la prensa, que no quedaron sin respuesta. Los sindicalistas libres de Cataluña, que hasta entonces empleado el semanario Unión Obrera, órgano oficial de la corporación, y varias revistas, adquirieron la propiedad del diario La Razón, pero su radio de expansión era menor.
Al proclamarse la Segunda República, la organización fue prohibida y disuelta. El primer acto como gobernador civil republicano de Barcelona de Luis Companys, favorable al sindicalismo revolucionario, sería precisamente decretar la clausura de todos los Sindicatos Libres. El pretexto empleado sería que la policía había hallado en los locales del sindicato explosivos y artefactos peligrosos, que según alegaría el sindicato, habían sido depositados clandestinamente por el capitán García Miranda, comunista de acción. Según Baratech, a partir de ese momento los pistoleros cenetistas se dedicarían a la "caza" de los sindicalistas libres.
Tras la disolución de la Generalidad de Cataluña por el gobierno de la República después de la insurrección de octubre de 1934, los Libres volvieron a reorganizarse. En agosto de 1935 Unión Obrera reanudó su publicación bajo la dirección de René Llanas de Niubó, muy próximo ahora, según Cruz Seoane y Saiz García, a las posturas de Renovación Española y el Bloque Nacional. Varios jóvenes de los Sindicatos Libres participarían en septiembre de 1935 en la fundación de la Agrupación de Juventudes Antimarxistas (AJA), que tuvo como órgano el semanario ¡Presente!.
Los afiliados a los Sindicatos Libres participarían en el alzamiento contra la República en Barcelona el 19 de julio de 1936. Un grupo de trescientos se ofreció para unirse a las fuerzas del cuartel de Pedralbes. La mayor parte fueron detenidos en el canódromo, donde se concentraban. Otro grupo, se unió al Arma de Artillería, a las órdenes del capitán López Varela. Otro grupo todavía, salió de los cuarteles de San Andrés, llegando con las unidades sublevadas hasta la plaza de Cataluña y tomó parte muy activa en la lucha entablada en dicho sector.
Varios de sus integrantes serían cruelmente torturados y asesinados al iniciarse la guerra civil española. Por ejemplo, su presidente, Ramón Sales, fue atado con cadenas en el Ensanche de Barcelona ante las oficinas de Solidaridad Obrera: «Encadenaron los pies y las manos de Sales a cuatro camiones. Acto seguido los camiones emprendieron la marcha, en direcciones distintas».

### Pistolerismo

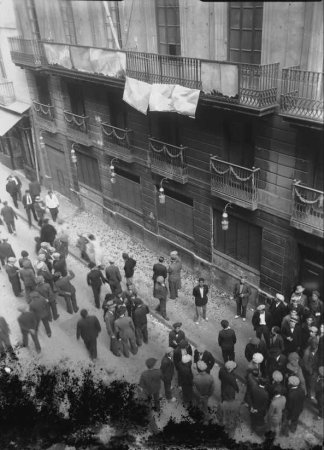
Local de los Sindicatos Libres en la calle de la Unión 7 (Barcelona), clausurado el 14 de abril de 1931.

Los Sindicatos Libres fueron dirigidos por el requeté Ramón Sales Amenós, natural de La Fuliola, como presidente, que procedía del Sindicato Mercantil de la CNT. Su ideólogo fue Juan Laguía Lliteras, asesinado en Madrid en 1936, quien también fue secretario general, acompañados de José Baró, José Bru, Estanislao Rico, Domingo Farell, Feliciano Baratech y Mariano Puyuelo. Los miembros de los Sindicatos Libres fueron el brazo ejectutor de los atentados y asesinatos de miembros prominentes de la CNT como Salvador Seguí, y también del abogado Francisco Layret. 
Hasta 1923, los "Libres" sufrieron la constante amenaza del terrorismo anarquista que no podía permitir que hubiesen escindido a la clase obrera, y el precio fue el asesinato de 53 dirigentes sindicales. En respuesta, los "Libres" también crearon sus grupos de autodefensa que atacaron a los anarquistas con sus mismas armas. No obstante, los "Libres" estaban naciendo, y la pérdida de dirigentes les hacía más daño. Las autoridades restauracionistas, en premisa de proteger el orden liberal establecido, detenía tanto a sindicalistas cenetistas como a "Libres". La lucha entre ambos sindicatos fue sangrienta, pero la patronal intentó manejarla a su favor utilizando esquiroles Libres en las huelgas de los anarquistas y al revés en las promovidas por los "Libres".
Tras proclamarse la dictadura de Primo de Rivera, cesarían sus actividades violentas, dejando al Estado la aplicación de una justicia que, según el Sindicato, no había sido aplicada anteriormente.